# Conversas com Goethe
Conversas com Goethe (título original em alemão: Gespräche mit Goethe) é um livro do gênero conversa de mesa escrito por Johann Peter Eckermann, onde o autor registra suas conversas com Johann Wolfgang von Goethe durante os últimos nove anos da vida deste último, enquanto Eckermann serviu como secretário pessoal de Goethe.
A obra foi lançada em dois volumes, no ano de 1836, e substancialmente aumentada mediante a adição de outro volume, em 1848. Eckermann publicou o livro numa época em que a popularidade de Goethe estava diminuindo na Alemanha, e o livro inicialmente vendeu pouco no país. Mas rapidamente tornou-se muito popular entre os leitores internacionais e, posteriormente, foi importante na revitalização do interesse e da apreciação do trabalho de Goethe, tanto na Alemanha quanto em todo o mundo.
Todavia algumas edições chegam ao ponto de publicar o livro com o título de Conversas com Eckermann, indicando Goethe como coautor. Essa prática implica, erroneamente, que Eckermann teria sido o organizador e não o autor da obra. Na verdade, Eckermann inclui muito material autobiográfico no livro e afirma claramente que suas "conversas" não são transcrições palavra por palavra, mas reconstruções baseadas na memória.

## Amostras
24 de novembro de 1824. Vi Goethe esta noite, antes de ir ao teatro, e o encontrei bem e alegre… Disse-lhe que propus ler com o Sr. Doolan a tradução alemã de Plutarco. Isso nos levou a falar da história romana e grega. Goethe disse: “A história romana não se adéqua à nossa atual mentalidade. Temos um interesse mais geral pela humanidade e não podemos simpatizar com os triunfos de César. Nem somos muito edificados pela história da Grécia. Quando todo o povo se uniu contra um inimigo estrangeiro, então, de fato, sua história é grande e gloriosa; mas a divisão dos estados e suas guerras eternas entre si, onde gregos lutam contra gregos, são insuportáveis. Cheio de eventos importantes, as batalhas de Leipsic e Waterloo tão grandiosas, que Maratona e outros dias semelhantes são totalmente eclipsados. Nem nossos grandes homens são inferiores aos deles. Wellington, Blucher e os marechais franceses competem com qualquer um dos heróis da antiguidade.

Domingo, 11 de março de 1832. "Nós mal sabemos", continuou Goethe, "o que devemos a Lutero e à Reforma em geral. Somos libertos dos grilhões da estreiteza espiritual; nós, em consequência de nossa cultura crescente, tornamo-nos capazes de voltar à fonte e compreender o cristianismo em sua pureza. Temos, novamente, a coragem de permanecer com os pés firmes na terra de Deus e nos sentir em nossa natureza humana divinamente dotada. Que a cultura mental continue avançando, que as ciências naturais continuem ganhando profundidade e amplitude, e que a mente humana se expanda o quanto puder, ela nunca irá além da elevação e cultura moral do cristianismo, tal como brilha e resplandece no evangelho!"